# Myriophyllum pinnatum
Myriophyllum pinnatum là một loài thực vật có hoa trong họ Haloragaceae. Loài này được (Walter) Britton, Sterns & Poggenb. miêu tả khoa học đầu tiên năm 1888.